# Вгору сходами, що ведуть униз
«Вгору сходами, що ведуть униз» (англ. Up the Down Staircase) — роман Бел Кауфман, опублікований 1964 року, який 64 тижні перебував у списку бестселерів The New York Times. У 1967 році адаптований як фільм із Сенді Денніс, Патріком Бедфордом, Рут Вайт, Жан Стейплтон і Айлін Гекарт у головних ролях.

## Сюжет
Сильвія Барретт, ідеалістична вчителька англійської мови в середній школі неблагополучного району Нью-Йорка, сподівається виховати у своїх учнів інтерес до класичної літератури (особливо Чосера і класиків). Вона швидко втрачає дух протягом першого року викладання, розчарована бюрократією, байдужістю своїх учнів і некомпетентністю багатьох колег. Назва книги взята з пам'ятки, в якій розповідається, чому учня покарали: він ішов «угору сходами, що ведуть униз». Вона вирішує залишити державну школу і працювати в меншій приватній установі. Проте, змінює свою думку, коли розуміє, що справді вплинула на життя своїх учнів.
Роман епістолярний; окрім початкових і заключних розділів, які повністю складаються з діалогів, історія подається через записки з канцелярії, фрагменти нотаток, викинутих у сміттєвий кошик, есе, здані на оцінку, плани уроків, пропозиції з класної скриньки пропозицій, і, найчастіше, міжкласні нотатки, які є діалогом між Сильвією та старшим учителем. Сильвія також пише листи подрузі-колежанці, яка вирішила вийти заміж і створити сім'ю, а не робити кар'єру. Листи служать підсумком і резюме ключових подій книги, а також пропонують зображення ролі та обов'язків жінок в американському суспільстві середині 1960-х років.
Міжкласна нотатка, в якій старший учитель пояснює локальний службовий жаргон, містить пам'ятну епіграму «Нехай це буде для вас викликом» (або: «Нехай це надихне вас на подвиг»), що означає, що ви застрягли в проблемах. А «Зберігати у справі в порядку нумерації» означає «Викинути в сміттєвий кошик». Інше: «Це привернуло мою увагу» означає «У вас проблеми».

## Переклади
Роман перекладено багатьма іноземними мовами, у тому числі українською (перекладач Ірина Серебрякова):
Бел Кауфман. Вгору сходами, що ведуть униз. — Видавництво Старого Лева, 2020. — 472 с. — (Художня проза) — ISBN 978-617-679-556-8.

## Адаптації
Роман був екранізований і театралізований. Тед Мозел написав сценарій до фільму 1967 року, де Сенді Денніс зіграла Сильвію Барретт. П'єса часто ставиться на драматичних уроках середніх шкіл. Кіноверсія була пародійована в журналі Mad під назвою «In the Out Exit» у черговому випуску № 118, квітень 1968 року. Назва роману також отримала пародію в епізоді Південного парку «Up the Down Steroid».